# Neustrië

Het Frankische Rijk 481-814

Neustrië (nieuw land) was het noordwestelijke deel van het Frankische Rijk. De naam ontstond in 486 toen de Merovingische koning Clovis dit gebied als nieuw (veroverd) land op Syagrius de zoon van Aegidius veroverde. Anderen houden het er op dat het land naar Noviodunum Suessionii (nieuw heuvelfort van de Suessiones) zoals Soissons ten tijde van de Romeinen heette werd genoemd. Toen Clovis in 511 stierf en zijn rijk volgens de Frankische gewoonte verdeeld werd onder zijn zonen vormde het de naam van een Frankisch koninkrijk.
Het gebied werd geografisch begrensd door de Schelde in het noorden en de Loire (Aquitanië) in het zuiden. Het grensde westelijk aan de Atlantische Oceaan en Bretagne, noordoostelijk (van de Schelde tot aan Champagne) aan Austrasië en zuidoostelijk aan Bourgondië.
Meer dan honderd jaar lang voerde Neustrië oorlogen met zijn buurland, Austrasië (oostelijk land), het oostelijke deel van het vroegere Frankische rijk.
Ondanks de oorlogen werden de twee gebieden twee keer even verenigd. Allereerst in 558 door Chlotarius I. Na zijn dood in 561 werden de oorlogen tussen de twee landen voortgezet. Chlotharius II kon in 613 de twee gebieden weer verenigen, zij het ook nu weer slechts kortstondig. Hierna kregen de hofmeiers echter de macht in handen.
De hofmeier van Austrasië, Pepijn van Herstal, versloeg Neustrië in 687 in de Slag bij Tertry. Hij verenigde de twee landen opnieuw, nu voorgoed.
Toen zijn kleinzoon, Pepijn de Korte, koning der Franken werd en ook Bourgondië overwon, begonnen de namen Austrasië en Neustrië en hun onderlinge grenzen te vervagen en werd alleen nog maar gesproken over het Frankische Rijk.
In 896 werd Berengar, de laatste markgraaf van Neustrië, vermoord en opgevolgd door Rollo, de heerser van het nieuwe vorstendom Normandië. Gebieden als Anjou (rond Angers), Touraine (rond Tours) en Orléanais (rond Orléans) scheurden zich in hun strijd tegen de Noormannen los en vormden nieuwe Franse provincies. In 911 werd Normandië als Frans graafschap erkend en alhoewel Hugo de Grote vanuit Orleans tot zijn dood in 956 nog de titel Frankisch hertog van Neustrië droeg, geraakt de naam Neustrië langzaam in vergetelheid. Later scheurde ook Maine (rond Le Mans) zich van Normandië los. Het oosten van het Frankisch hertogdom Neustrië werd via de naam 'Frankisch hertogdom' (zonder toevoeging Neustrië) onder Parijs het hertogdom Francia dat zou uitgroeien tot het latere Île-de-France. Hier scheurden zich nog gebieden als Picardië (vanuit Soissons) en Champagne (rond Reims) van af om nieuwe Franse provincies te worden.